# ماژلان اروسپیس
ماژلان اروسپیس (انگلیسی: Magellan Aerospace) شرکت هوافضای کانادایی است، که در سال ۱۹۹۶ تأسیس شد.